# 張旺
張旺（1649年—1722年），山西兴县人，清朝武官官員。行伍出身。

## 生平
張旺於1686年（康熙25年）奉旨接替詹六奇，於澎湖群島擔任澎湖水師協副將。而隸屬台灣鎮之下的此官職職等為正二品，是台灣清治時期的這階段，扼守台灣海峽的重要武將，並統帥兩標水營，數千名水師兵勇。
1687年（康熙26年），张旺升为江西南瑞总兵。1694年（康熙33年），升任江南提督。后又调任福建水师提督、广西提督。1722年（康熙61年）去世，终年73岁。朝廷下旨加赠太子少保、光禄大夫。